# 1970 في مصر
فيما يلي قوائم الأحداث التي وقعت خلال عام 1970 في مصر.

## سياسة

### تعيين في المنصب
- 26 يونيو – أحمد عصمت عبد المجيد سفير مصر لدى فرنسا.
- 28 سبتمبر – محمد أنور السادات رئيس مصر.

### انتهاء فترة المنصب
- 26 يونيو – محمد حافظ إسماعيل سفير مصر لدى فرنسا.
- 28 سبتمبر – جمال عبد الناصر رئيس الوزراء المصري، رئيس مصر.
- 14 أكتوبر – محمد أنور السادات نائب رئيس الجمهورية.

## أفلام
من الأفلام التي صدرت هذه السنة في مصر:
- 1 يناير – الأشرار من إخراج حسام الدين مصطفى.
- 1 يناير – الاختيار من إخراج يوسف شاهين.
- 1 يناير – الحب الضائع من إخراج هنري بركات.
- 1 يناير – السراب
- 1 يناير – بحبك يا حلوة
- 26 يناير – الكدابين الثلاثة
- 16 مارس – غروب وشروق من إخراج كمال الشيخ.
- 23 مارس – رضا بوند
- 23 مارس – نحن لا نزرع الشوك
- 11 مايو – المراية
- 10 أغسطس – فرقة المرح من إخراج فطين عبد الوهاب.
- 14 سبتمبر – حب المراهقات من إخراج محمود ذو الفقار.

## كتب
من الكتب التي صدرت هذه السنة في مصر:
- 1 يناير – رحلتي من الشك إلى الإيمان من تأليف مصطفى محمود.

## مواليد

### يناير
- 1 يناير – عبد المنعم الشحات سياسي مصري.

### فبراير
- 2 فبراير – ساندرا نشأت مخرجة أفلام مصرية.
- 8 فبراير – سما المصري راقصة وفنانة إستعراضية مصرية.

### مارس
- 2 مارس – حمزة الجمل لاعب كرة قدم مصري.
- 11 مارس – أيمن محب لاعب كرة قدم مصري.
- 25 مارس – ياسر ريان لاعب كرة قدم مصري.

### أبريل
- 1 أبريل – عبير المعداوي كاتبة مصرية.

### يونيو
- 27 يونيو – أحمد أحمد

### يوليو
- 6 يوليو – غادة عبد الرازق ممثلة مصرية.
- 7 يوليو – خالد الغندور لاعب كرة قدم مصري.

### أكتوبر
- 9 أكتوبر – محمد يوسف لاعب كرة قدم مصري.
- 15 أكتوبر – داليا البحيري ممثلة مصرية.

### نوفمبر
- 1 نوفمبر – عصام عبد العظيم لاعب كرة قدم مصري.
- 15 نوفمبر – محمد رمضان لاعب كرة قدم مصري.
- 26 نوفمبر – علا غانم ممثلة مصرية.

### ديسمبر
- 24 ديسمبر – نهال مشرف

## وفيات

### يناير
- 8 يناير – جيانيس كريستو (مواليد 1926) موسيقي يوناني.

### مايو
- 22 مايو – محمود ذو الفقار (مواليد 1914) ممثل مصري.

### يونيو
- 2 يونيو – جوزيبي أونغاريتي (مواليد 1888) شاعر إيطالي.

### سبتمبر
- 28 سبتمبر – جمال عبد الناصر (مواليد 1918) ثاني رئيس لجمهورية مصر العربية.